# Oppekaln
Koordinaten: 57° 33′ N, 26° 54′ O
Oppekaln (lett. Opekalns, Apekalns, Apukalns) ist eine Ortschaft der Gemeinde Jaunlaicene (Neu-Laitzen) im Bezirk Alūksne in Lettland. Der in der historischen Landschaft Livland, dem heutigen Vidzeme, gelegene Ort ist benannt nach einem Berg selben Namens.

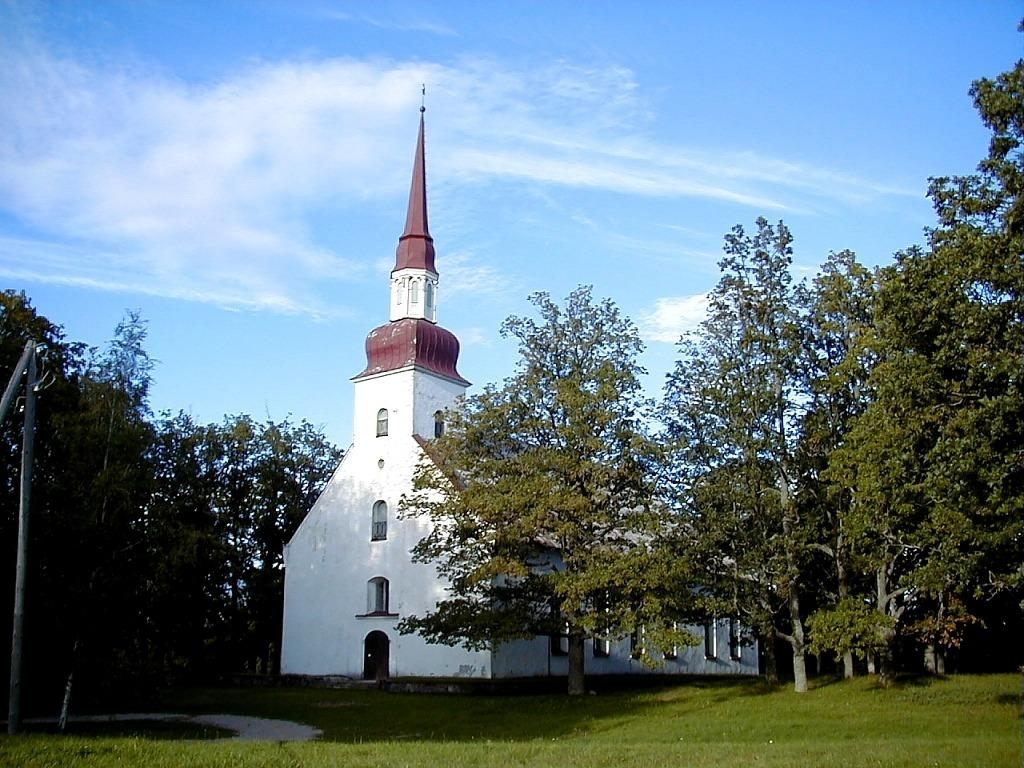
Lutherische Kirche Opekalna

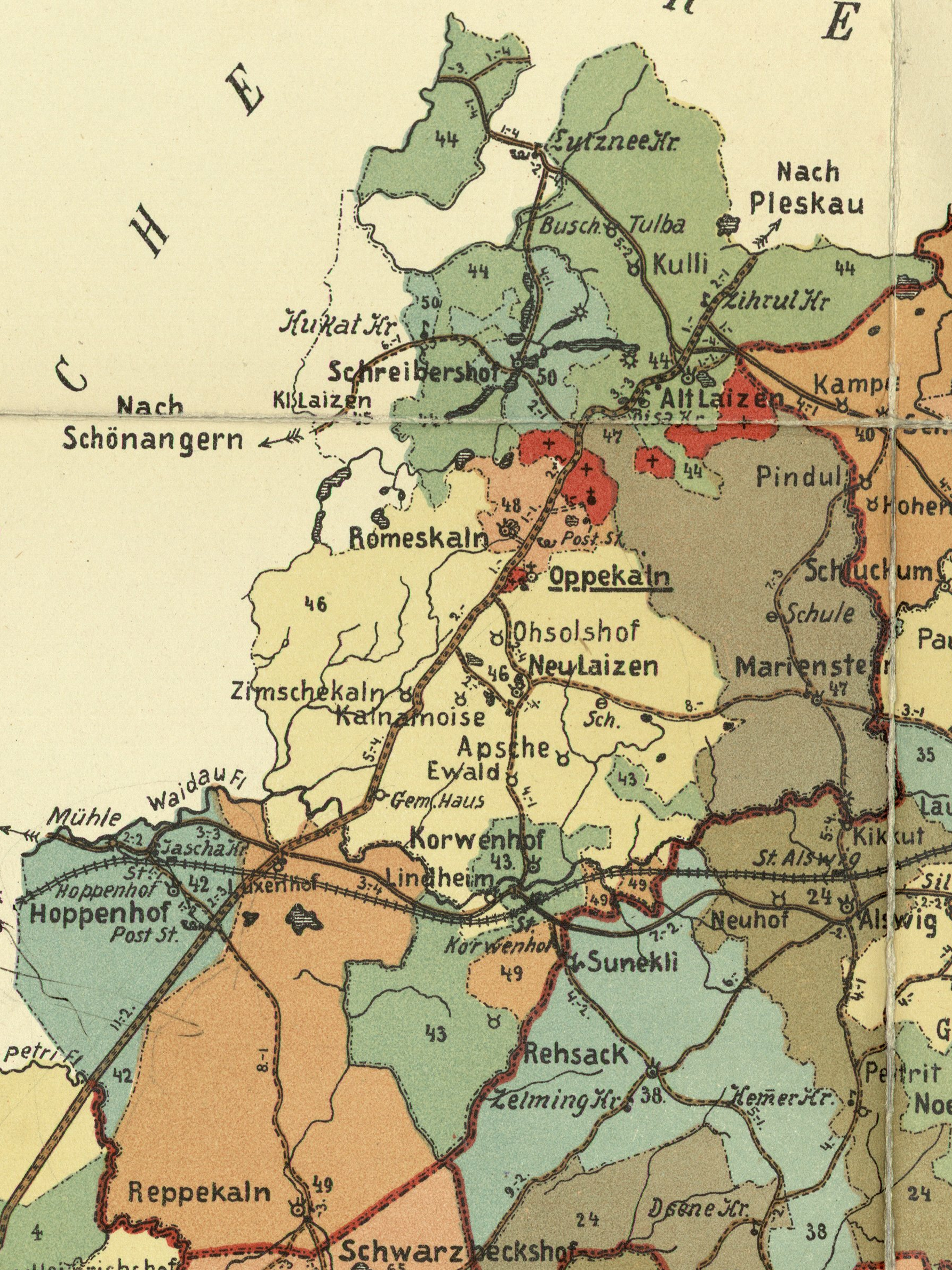
Kirchspiel Oppekaln, in Wegekarte des Walkschen Kreises, 1904

## Kirchspiel Oppekaln
Im 18. bis 19. Jahrhundert war Oppekaln Kirchspiel im Kreis Walk. Es wurde 1733 vom Kirchspiel Marienburg (Alūksne) abgetrennt. 1782 gab es folgende Güter:
- Pastorat Oppekaln (lett. Opekalns mācītājmuiža)
- Neu-Laitzen (lett. Jaunlaicenes muiža)
- Reppekaln (lett. Repekalns muiža)
- Lurenhof (lett. Lūša muiža)
- Alt-Laitzen (lett. Veclaicene muiža)
- Romeskaln (lett. Romeškalna muiža)
- Korwenhof (lett. Korvas muiža)
- Hoppenhof (lett. Apes muiža)
- Schreibershof (lett. Korneta muiža)

Bis 1904 kamen noch Marienstein (lett. Māriņkalns) und Klein-Laitzen (lett. Kroņlaicene) dazu. Lurenhof (Lūša muiža) wurde 1781 von Johann Gottlieb von Wolff mit Neu-Laitzen zusammengelegt.
Die evangelisch-lutherische Kirche von Opekalna ist die höchstgelegene Kirche (235 m über dem Meeresspiegel) in Lettland. Die Geschichte der Kirche begann im Jahr 1683, als hier eine Holzkirche erbaut wurde. Die vorhandene Kirche wurde zwischen 1774 und 1779 errichtet. 